# Problema de Dirichlet
En matemáticas, el problema de Dirichlet es un problema que consiste en hallar una función que es la solución de una ecuación en derivadas parciales (EDP) en el interior de un dominio de {\displaystyle \mathbb {R} ^{n}} (o más generalmente una variedad diferenciable) que tome valores prescritos sobre el contorno de dicho dominio.
El problema de Dirichlet puede resolverse para muchas EDPs, aunque originalmente fue planteada para la ecuación de Laplace. En este caso el problema puede enunciarse como sigue:
| Dada una función {\displaystyle f} con valores en todos los puntos del contorno de una región en {\displaystyle \mathbb {R} ^{n}}. ¿Existe una única función continua {\displaystyle u} dos veces continuamente diferenciable en el interior y continua en el contorno, tal que u es armónica en el interior y {\displaystyle u=f} en el contorno? |

Este requisito se denomina condición de contorno de Dirichlet.  En este problema es fundamental probar la existencia de la solución; la unicidad viene dada utilizando el principio del máximo.

## Historia
El problema de Dirichlet debe su nombre a Lejeune Dirichlet, quien propuso una solución para un método variacional el cual se conoce como principio de Dirichlet. La existencia de una solución única es muy plausible por el 'argumento físico': cualquier distribución de carga sobre el contorno, para las leyes de la electrostática, deberá determinar un potencial eléctrico como solución.
Sin embargo, Weierstrass encontró una falla al argumento de Dirichlet, y una demostración rigurosa de la existencia fue encontrada recién en 1900 por Hilbert. Resultó entonces que la existencia de una solución depende delicadamente de la suavidad del contorno y de los datos prescritos.

## Solución general
Para un dominio {\displaystyle D} teniendo la suavidad suficiente sobre el contorno {\displaystyle \partial D}, la solución general al problema de Dirichlet es:  

{\displaystyle u(x)=\int _{\partial D}\nu (s){\frac {\partial G(x,s)}{\partial n}}ds}

donde
{\displaystyle G(x,y)} es la función de Green para la ecuación en derivadas parciales, y
{\displaystyle {\frac {\partial G(x,s)}{\partial n}}={\widehat {n}}\cdot \nabla _{s}G(x,s)=\sum _{i}n_{i}{\frac {\partial G(x,s)}{\partial s_{i}}}}
es la derivada de la función de Green a lo largo del vector unitario normal apuntando hacia el interior {\displaystyle {\widehat {n}}}.  La integración se realiza sobre el contorno, con la medida {\displaystyle ds}. La función {\displaystyle \nu (s)} está dada por la solución única de la ecuación integral de Fredholm de segunda clase,

{\displaystyle f(x)=-{\frac {\nu (x)}{2}}+\int _{\partial D}\nu (s){\frac {\partial G(x,s)}{\partial n}}ds.}

La función de Green a utilizar en la integral de arriba desaparece en el contorno:

{\displaystyle G(x,s)=0\,}

para {\displaystyle s\in \partial D} y {\displaystyle x\in D}. Tal función de Green usualmente es una suma de las funciones de Green del campo libre una solución armónica a la ecuación diferencial.

### Existencia
El problema de Dirichlet para funciones armónicas siempre tiene solución, y esa solución es única cuando el contorno es suficientemente suave y {\displaystyle f(s)} es continua. Más precisamente, tiene solución cuando: 

{\displaystyle \partial D\in C^{(1,\alpha )}}

para {\displaystyle 0<\alpha \,}, donde {\displaystyle C^{(1,\alpha )}\,} es la condición de Hölder.
Las condiciones anteriores pueden relajarse pudiéndose probar que el problema de Dirichlet admite solución continua para un dominio convexo (sin requerir condiciones de suavidad) o cuando cada punto del contorno pertenece a una bola cerrada íntegramente contenida en el conjunto complementario del interior del dominio (condición de la bola cerrada exterior).

### Unicidad
Supóngase la existencia de dos funciones armónicas en una región R simplemente conexa que cumplen:
{\displaystyle \Delta u_{1}=\Delta u_{2}\qquad \forall x\in R\qquad y\qquad u_{1}|_{\delta R}=u_{2}|_{\delta R}=f(x)\qquad \forall x\in \delta R}
Se construye la siguiente función:
{\displaystyle u_{0}=u_{1}-u_{2}\qquad \forall x\in R}
Por construcción la función dada cumple:
{\displaystyle \Delta u_{0}=\Delta (u_{1}-u_{2})=\Delta u_{1}-\Delta u_{2}=0\qquad y\qquad u_{0}|_{\delta R}=u_{1}|_{\delta R}-u_{2}|_{\delta V}=0}
Integrando la norma del gradiente de {\displaystyle u_{0}} en todo el volumen delimitado por el contorno y aplicando el teorema de Green se tiene que:
{\displaystyle \int _{R}\nabla u_{0}\cdot \nabla u_{0}dV=\int _{R}\nabla \cdot (u_{0}\nabla u_{0})dV-\int _{R}u_{0}\Delta u_{0}dV=\int _{\delta R}u_{0}\nabla u_{0}\cdot dS-\int _{R}u_{0}\Delta u_{0}dV}
pero 
{\displaystyle \Delta u_{0}=0\qquad \Rightarrow \qquad \int _{R}u_{0}\Delta u_{0}dV=0}
{\displaystyle u_{0}|_{\delta R}=0\qquad \Rightarrow \qquad \int _{\delta R}u_{0}\nabla u_{0}\cdot dS=0}
de modo que:
{\displaystyle \int _{R}\nabla u_{0}\cdot \nabla u_{0}dV=\int _{R}||\nabla u_{0}||^{2}dV=0\qquad \Rightarrow \qquad \nabla u_{0}=0\qquad \forall x\in R\qquad \Rightarrow \qquad u_{0}=cte\qquad \forall x\in R}
Dado que {\displaystyle u_{0}|_{\delta R}=0} se tiene finalmente que:
{\displaystyle u_{0}=0\qquad \forall x\in R\qquad \Rightarrow \qquad u_{1}=u_{2}\qquad \forall x\in R}

### Construcción de Perron
Cuando el problema de Dirichlet se plantea sobre un conjunto abierto {\displaystyle \scriptstyle \Omega } y acotado de {\displaystyle \scriptstyle \mathbb {R} ^{n}} y {\displaystyle \scriptstyle f} denota  una función real continua sobre la frontera {\displaystyle \scriptstyle \partial \Omega } puede definirse la llamada construcción de Perron que convierte el problema de Dirichlet en un problema de minimización. Si se define el conjunto de Perron {\displaystyle \scriptstyle S_{f}} para {\displaystyle \scriptstyle f} como el conjunto de funciones reales continuas {\displaystyle \scriptstyle u} definidas sobre {\displaystyle \scriptstyle {\bar {\Omega }}} que son subarmónicas sobre {\displaystyle \scriptstyle \Omega } y que satisfacen que {\displaystyle \scriptstyle u\leq f} sobre {\displaystyle \scriptstyle \partial \Omega }. Nótese que este conjunto es no vacío ya que contiene la función constante para {\displaystyle \scriptstyle u(x)=m}, siendo para {\displaystyle \scriptstyle m} el mínimo de la función {\displaystyle \scriptstyle f} sobre la frontera. Puede probarse que la siguiente función:

{\displaystyle {\bar {f}}=\sup\{u(x)|u\in S_{f}\}}

es solución del problema de Dirichlet buscado cuando la frontera es tal que el problema admite solución única. Aun cuando la función anterior no sea una solución del problema de Dirichlet por irregularidades en la frontera, puede probarse que sigue siendo una función armónica sobre para {\displaystyle \scriptstyle \Omega }.

## Ejemplo: el disco unitario en dos dimensiones
En algunos casos simples el problema de Dirichlet puede resolverse en forma explícita. Por ejemplo, la solución para el problema de Dirichlet para un disco unitario en {\displaystyle \mathbb {R} ^{2}} está dado por la fórmula integral de Poisson.
Si {\displaystyle f} es una función continua sobre el contorno {\displaystyle \partial D} del disco unitario abierto {\displaystyle D}, entonces la solución al problema de Dirichlet es {\displaystyle u(z)} dado por:

{\displaystyle u(z)={\begin{cases}{\cfrac {1}{2\pi }}\int _{0}^{2\pi }f(e^{i\psi }){\cfrac {1-\vert z\vert ^{2}}{\vert z-e^{i\psi }\vert ^{2}}}d\psi &{\mbox{si }}z\in D\\f(z)&{\mbox{si }}z\in \partial D.\end{cases}}}

La solución {\displaystyle u} es continua en el disco unitario cerrado {\displaystyle {\bar {D}}} y armónica sobre {\displaystyle D.}
El integrando se conoce como kernel de Poisson; esta solución resulta de la función de Green en dos dimensiones:

{\displaystyle G(z,x)=-{\frac {1}{2\pi }}\log \vert z-x\vert +\gamma (z,x)}

donde {\displaystyle \scriptstyle \gamma (z,x)} es armónica

{\displaystyle \Delta _{x}\gamma (z,x)=0\,}

y elegida tal que {\displaystyle \scriptstyle G(z,x)=0} para {\displaystyle x\in \partial D}.

## Generalizaciones
Los problemas de Dirichlet son típicos de las ecuaciones en derivadas parciales elípticas, la teoría del potencial, y la ecuación de Laplace en particular. Otros ejemplos son la ecuación biarmónica y las ecuaciones relacionadas con la teoría de la elasticidad.
Este es uno de los problemas de varios tipos de clases problemas de EDP definidos por la información dada en el contorno, entre los cuales están también el problema de Neumann y el problema de Cauchy.

## Aplicaciones
El problema de Dirichlet ocurre en múltiples problemas físicos:
1. En teoría del potencial para regiones desprovistas de carga.
2. En teoría de la elasticidad cuando no aparecen densidades de fuerza.